# FA Urartu
Az FA Urartu (örmény nyelven: Ուրարտու Ֆուտբոլային Ակումբ, nyugati sajtóban: FC Urartu) egy örmény labdarúgócsapat Jerevánban, jelenleg az örmény labdarúgó-bajnokság élvonalában szerepel.
Az 1992-ben alapított klub eddig 3 alkalommal hódította el az örmény labdarúgókupát.
2016 elején az Oroszországban élő örmény üzletember, Dzhevan Cheloyants lett a klub társtulajdonosa, miután megvásárolta a részvények nagy részét. A klub 2019. augusztus 1-jéig FA Bananc Jerevan néven működött, amikor is hivatalosan átnevezték FA Urartu-ra.

## Sikerei
Örmény labdarúgó-bajnokság (első osztály)
2013/14, 2022/23
Örménykupa-győztes
2 alkalommal (1992, 2007)